# Eggesin
Eggesin (phát âm tiếng Đức: [ɛɡəˈziːn]) là một đô thị ở huyện Vorpommern-Greifswald (trước thuộc huyện Uecker-Randow), in Mecklenburg-Western Pomerania, Đức. Đô thị này tọa lạc bên sông Uecker, 7 km về phía đông nam Ueckermünde, và 42 km về phía tây bắc Szczecin.

## Các đô thị giáp ranh
- Szczecin City (Ba Lan)
- Torgelow (Đức)
- Ueckermünde (Đức)
- Pasewalk (Đức)
- Strasburg, Đức
- Nowe Warpno (Ba Lan)
- Police, Ba Lan
- Złotów (Ba Lan)

Bản mẫu:Pomerania